# Chucky Atkins
Kenneth Lavon "Chucky" Atkins (Orlando, Florida; 14 de agosto de 1974) es un exjugador de baloncesto estadounidense que jugó durante 11 temporadas en la NBA. Con 1,80 metros de estatura, jugaba en la posición de base.

## Carrera

### Antes de la NBA
Atkins, no drafteado, estudió en la Universidad de South Florida. Posteriormente jugó en la Cibona Zagreb, de la liga croata, desde 1997 hasta 1999. Antes, lo hizo en La Crosse Bobcats de la CBA.

### NBA
Su carrera en la NBA comenzó en 1999, siendo firmado por Orlando Magic, donde solo jugó una temporada y promedió 9.5 puntos por noche y 3.7 asistencias. Además, fue incluido en el segundo mejor quinteto de rookies de la temporada.
Tras dejar los Magic, disputó tres temporadas y media con Detroit Pistons, realizando buenas actuaciones saliendo desde el banquillo. Fue traspasado a mitad de la campaña 2003-04 a Boston Celtics. Posteriormente jugó en Los Angeles Lakers, Washington Wizards y Memphis Grizzlies, antes de recalar en los Nuggets, para ser traspasado a Oklahoma City Thunder
El 17 de julio de 2009, fue traspasado a Minnesota Timberwolves junto con Damien Wilkins a cambio de Etan Thomas y dos futuras rondas del draft.
Posteriormente fichó por los Detroit Pistons hasta que se retirara oficialmente de la competición.

## Estadísticas de su carrera en la NBA

### Temporada regular
| Año     | Equipo        | PJ  | PT  | MPP  | %TC  | %3P  | %TL   | RPP | APP | ROB | TPP | PPP  |
| ------- | ------------- | --- | --- | ---- | ---- | ---- | ----- | --- | --- | --- | --- | ---- |
| 1999–00 | Orlando       | 82  | 0   | 19.8 | .424 | .350 | .729  | 1.5 | 3.7 | .6  | .0  | 9.5  |
| 2000–01 | Detroit       | 81  | 75  | 29.2 | .399 | .357 | .692  | 2.1 | 4.1 | .8  | .1  | 12.0 |
| 2001–02 | Detroit       | 79  | 62  | 28.9 | .466 | .411 | .692  | 2.0 | 3.3 | .9  | .1  | 12.1 |
| 2002–03 | Detroit       | 65  | 7   | 21.5 | .361 | .355 | .816  | 1.5 | 2.7 | .4  | .1  | 7.1  |
| 2003–04 | Detroit       | 40  | 0   | 18.8 | .374 | .323 | .721  | 1.2 | 2.4 | .5  | .0  | 6.2  |
| 2003–04 | Boston        | 24  | 24  | 33.0 | .418 | .351 | .778  | 1.9 | 5.3 | 1.1 | .0  | 12.0 |
| 2004–05 | L.A. Lakers   | 82  | 82  | 35.4 | .426 | .387 | .803  | 2.4 | 4.4 | .9  | .0  | 13.6 |
| 2005–06 | Washington    | 28  | 2   | 19.7 | .379 | .359 | .710  | 1.6 | 2.5 | .5  | .0  | 6.7  |
| 2005–06 | Memphis       | 43  | 39  | 27.0 | .401 | .352 | .811  | 1.7 | 3.0 | .7  | .1  | 11.4 |
| 2006–07 | Memphis       | 75  | 23  | 27.5 | .434 | .379 | .810  | 1.9 | 4.6 | .7  | .1  | 13.2 |
| 2007–08 | Denver        | 24  | 0   | 14.7 | .344 | .316 | .444  | 1.3 | 2.0 | .4  | .0  | 4.7  |
| 2008–09 | Denver        | 14  | 0   | 8.2  | .333 | .294 | 1.000 | .4  | 2.0 | .1  | .1  | 1.9  |
| 2008–09 | Oklahoma City | 18  | 0   | 16.6 | .291 | .250 | .917  | 1.0 | 1.7 | .4  | .1  | 3.9  |
| 2009-10 | Detroit       | 40  | 11  | 16.1 | .363 | .301 | .926  | .7  | 2.3 | .4  | .0  | 4.0  |
| Total   | Total         | 696 | 325 | 24.9 | .412 | .364 | .772  | 1.7 | 3.4 | .7  | .0  | 9.9  |

### Playoffs
| Año     | Equipo  | PJ | PT | MPP  | %TC  | %3P  | %TL  | RPP | APP | ROB | TPP | PPP  |
| ------- | ------- | -- | -- | ---- | ---- | ---- | ---- | --- | --- | --- | --- | ---- |
| 2001–02 | Detroit | 10 | 10 | 29.4 | .364 | .359 | .765 | 2.4 | 3.4 | .6  | .1  | 11.3 |
| 2002–03 | Detroit | 17 | 3  | 18.4 | .352 | .367 | .808 | 1.2 | 1.5 | 1.0 | .0  | 6.1  |
| 2003–04 | Boston  | 4  | 4  | 33.3 | .436 | .300 | .895 | 3.5 | 3.8 | .8  | .0  | 13.5 |
| 2005–06 | Memphis | 4  | 4  | 25.8 | .405 | .364 | .625 | .8  | 3.0 | .5  | .0  | 9.8  |
| 2007–08 | Denver  | 1  | 0  | 3.0  | .000 | .000 | .000 | 1.0 | .0  | .0  | .0  | .0   |
| Total   | Total   | 36 | 21 | 23.5 | .374 | .355 | .800 | 1.7 | 2.4 | .8  | .0  | 8.6  |